# Aucamville (Górna Garonna)
Aucamville – miejscowość i gmina we Francji, w regionie Oksytania, w departamencie Górna Garonna.
Według danych na rok 1990 gminę zamieszkiwało 3807 osób, a gęstość zaludnienia wynosiła 961 osób/km² (wśród 3020 gmin regionu Midi-Pireneje Aucamville plasuje się na 81. miejscu pod względem liczby ludności, natomiast pod względem powierzchni na miejscu 1574.).